# Dolce Vita (álbum)
Dolce vita es el título del tercer disco de la cantante española Soraya Arnelas, participante de la cuarta edición del concurso Operación Triunfo. Fue su segundo álbum de versiones tras el éxito de Ochenta's en 2006.

## El Disco
El disco es una compilación de los mejores temas de los 80 que fueron éxitos en el Reino Unido y Estados Unidos. El sencillo de presentación es el tema "La dolce vita", versión del hit del cantante Ryan Paris. Contiene, además, versiones exitosas de artistas como Cyndi Lauper ("Girls just want to have fun"), Eurythmics ("Sweet Dreams"), Kylie Minogue ("I should be so lucky"), F. R. David ("Words") y Modern Talking ("You’re my heart, you’re my soul"),

## Lista de canciones
| N.º   | Título                            | Duración |  |
| 1.    | «La dolce vita»                   | 3:33     |  |
| 2.    | «Tonight»                         | 3:48     |  |
| 3.    | «Soul Survivor»                   | 3:48     |  |
| 4.    | «Sweet dreams (are made of this)» | 3:50     |  |
| 5.    | «You're My Heart, You're My Soul» | 3:52     |  |
| 6.    | «Bolero (Hold me in your arms)»   | 4:15     |  |
| 7.    | «Girls just want to have fun»     | 3:26     |  |
| 8.    | «I Should Be So Lucky»            | 3:19     |  |
| 9.    | «(I’ll never be) Maria Magdalena» | 4:24     |  |
| 10.   | «Baby, we’re gonna love tonight»  | 4:00     |  |
| 11.   | «Words»                           | 3:19     |  |
| 39:34 |                                   |          |  |

## Listas

### Semanales
| País   | Lista           | Primera semana | Posición de ingreso | Mejor posición | Semanas en la mejor posición | Semanas en lista | Última semana |
| ------ | --------------- | -------------- | ------------------- | -------------- | ---------------------------- | ---------------- | ------------- |
| Europa |                 |                |                     |                |                              |                  |               |
| España | Top 100 álbumes | 16/9/2007      | 5                   | 5              | 1                            | 31               | 13/4/2008     |

### Certificaciones
| País   | Proveedor  | Año  | Certificación |
| Europa |            |      |               |
| España | Promusicae | 2007 | Oro           |